# Dhanashree Deshpande - Ganatra
Dhanashree Deshpande - Ganatra (nacida el 2 de febrero de 1970 en Khopoli, Maharashtra) es una cantante india. Es conocida por su programa de variedades musicales You, Me and Chai, que se ha presentado en vivo en Maharashtra desde 2013. También es conocida por su libro de poesía devocional Dhanu Dnyaniyachi (2016). Ha compuesto música para las películas Tikli and Laxmi Bomb (2017) y Bayko Deta Ki Bayko (2020). También produjo canciones para los cantantes Arya Ambekar y Aditya Mahajan, y cantó en un álbum con Rahul Deshpande.